# Otto Bemberg
Pour les articles homonymes, voir Bemberg.
Otto Peter Friedrich Bemberg (1er mai 1827 à Cologne - 4 avril 1895 à Paris 8e) est un homme d'affaires, financier et industriel allemand-argentin. Il a joué un rôle de premier plan dans le développement de l'industrie argentine.

## Biographie
Né à Cologne, Otto Bemberg est le fils de Pedro Bemberg Boulle. 
Otto Peter Bemberg émigre en Argentine en 1850 et y épouse María Luisa Ocampo, la fille d'éminents propriétaires fonciers locaux. Il crée une entreprise spécialisée dans l'importation de produits textiles et l'exportation des céréales locales pour le marché européen. 
Son père, Pedro Bemberg Boullé, était d'origine française et, en 1860, année où il est nommé consul général à Paris (poste qu' il occupe jusqu' en 1867), Bemberg y crée la Distillerie franco-argentine (ou Brasserie franco-argentine).

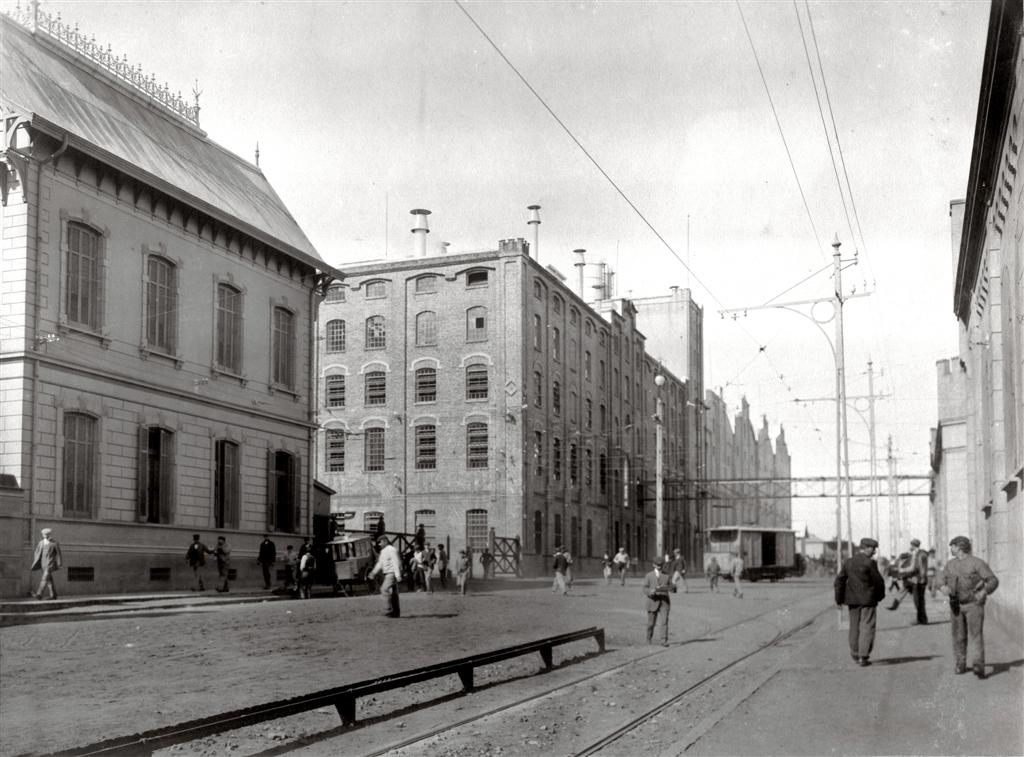
La brasserie Quilmes, à l'époque de son inauguration, en 1890.

En 1867, à la veille de son départ, il fonde une entreprise de fabrication, la Franco Argentina, puis, à Paris de nouveau en 1888, la Banque Bemberg et la Brasserie argentine SA. Son fils, Otto-Sébastien, étudie la brasserie à l'université technique de Munich et, en 1928, à Paris encore, il fondera la Casa Argentina.
Des présidents Bartolomé Mitre et Nicolás Avellaneda, Bemberg obtient des commissions pour l'établissement de colonies agricoles dans la province  de Santa Fe, alors pratiquement inexploitée. Conservant des intérêts financiers à Paris, lui et son fils mettent en place la brasserie argentine Quilmes en 1888. En 1890, précisément à Quilmes, dans la banlieue sud de Buenos Aires, ils inaugurent les locaux de brassage et d'embouteillage de leur société. L'installation, la plus grande et le plus moderne d'Argentine, éclipse très vite son principal concurrent, la brasserie Bieckert.
Bemberg est mort à Paris en 1895 et son fils Otto-Sebastián a conduit l'entreprise à une position dominante sur le marché local. Son plus jeune fils, Herman Bemberg, resté à Paris, compositeur célèbre, est le grand-père du ministre Jacques Stern, ainsi que l'aïeul de Carlos Miguens Bemberg (en) et de María Luisa Bemberg.

## Sources
- (en) Paul Lewis, The Crisis of Argentine Capitalism, University of North Carolina Press, 1990.
- Cahiers des Amériques Latines, no 15-18, 1977.